# Liste des ambassadeurs d'Estonie en Allemagne
L’ambassadeur d'Estonie en Allemagne est le représentant légal le plus important d'Estonie auprès du gouvernement allemand. L'ambassade se situe à Berlin depuis 2001. Entre 1991 et 2001, il se trouvait à Bonn.

## Ambassadeurs successifs
| Début            | Fin             | Ambassadeur      | Observations |
| ---------------- | --------------- | ---------------- | ------------ |
| 5 septembre 1991 | 27 août 1996    | Tiit Matsulevitš | -            |
| 27 août 1996     | 18 mai 2000     | Margus Laidre    | -            |
| 24 août 2000     | 31 juillet 2004 | Riina Kionka     | -            |
| 26 août 2004     | 31 juillet 2008 | Clyde Kull       | -            |
| 27 août 2008     | 31 juillet 2012 | Mart Laanemäe    | -            |
| 4 septembre 2012 | 31 juillet 2016 | Kaja Tael        | -            |
| 9 août 2016      | en cours        | Mart Laanemäe    | -            |

## Sources